# Bābān Yāvar
Bābān Yāvar (persiska: بابان یاور, Bābān-e Sardār Qāsemkhān) är en ort i Iran.   Den ligger i provinsen Kermanshah, i den västra delen av landet, 500 km väster om huvudstaden Teheran. Bābān Yāvar ligger 1 340 meter över havet och antalet invånare är 320.
Terrängen runt Bābān Yāvar är platt österut, men västerut är den kuperad. Runt Bābān Yāvar är det ganska tätbefolkat, med 149 invånare per kvadratkilometer. Närmaste större samhälle är Kūzarān-e Sanjābī, 2,3 km sydväst om Bābān Yāvar. Trakten runt Bābān Yāvar består till största delen av jordbruksmark.